# Graffignano
Graffignano – miejscowość i gmina we Włoszech, w regionie Lacjum, w prowincji Viterbo.
Według danych na rok 2004 gminę zamieszkiwało 2288 osób, 78,9 os./km².